# Fedikovella beanii
Fedikovella beanii är en snäckart som först beskrevs av Dall 1882.  Fedikovella beanii ingår i släktet Fedikovella och familjen Cocculinidae. Inga underarter finns listade i Catalogue of Life.